# 렌 화이트
리오너드 로이 "렌" 화이트(Leonard Roy "Len" White, 1930년 3월 23일 ~ 1994년 6월 17일)는 잉글랜드의 축구 선수였으며, 뉴캐슬 유나이티드의 전설 중 한명이다.
1950년대에 뉴캐슬에서 뛰면서 재키 밀번과 함께 1952년, 1955년 FA컵 우승의 주역이였고, 뉴캐슬 소속으로 뛴 선수들 중 앨런 시어러, 재키 밀번에 이어 3번째로 많은 득점 기록을 보유하고 있다.